# L'Incroyable Voyage (film)
Pour le film de 1961, voir L'Incroyable Randonnée.
Série
L'Incroyable Voyage 2 : À San Francisco
(1996)
Pour plus de détails, voir Fiche technique et Distribution.
L'Incroyable Voyage ou Retour au bercail : L'Incroyable Randonnée au Québec (Homeward Bound: The Incredible Journey) est un film américain réalisé par Duwayne Dunham, sorti en 1993.
Tiré du roman de Sheila Burnford (en) L'Incroyable Voyage, publié en 1961, c'est également le remake du film L'Incroyable Randonnée, produit également par les studios Disney et sorti en 1963.
Le film raconte les aventures de Shadow, un golden retriever, Sassy, une chatte himalayenne et Chance, un bouledogue américain qui, se croyant abandonnés par leurs maîtres, entreprennent un long voyage à travers les montagnes Rocheuses pour tenter de retrouver leur maison.

## Synopsis
Le film débute avec Chance, le narrateur du film, un bouledogue américain assez libre d’esprit, qui explique qu’il est l’animal de compagnie de Jamie Burnford, mais il ne semble pas donner tant d'importance que cela au fait d'avoir un propriétaire ou de faire partie d’une famille. Il partage sa maison avec Shadow, un vieux Golden Retriever sage appartenant au frère de Jamie, Peter, et Sassy, une chatte himalayenne très choyée appartenant à Hope, la sœur de Peter et de Jamie. Ce jour-là, la mère des enfants, Laura Burnford, épouse Bob Seaver, et Chance se fait remarquer en dévorant le gâteau de mariage devant tous les invités.
Peu de temps après le mariage, la famille doit déménager temporairement à San Francisco, en raison du travail de Bob. Ne pouvant pas amener les animaux qui se retrouveraient à l'étroit, ils les laissent alors dans un ranch appartenant à Kate, une amie d'enfance de Laura. Shadow et Sassy se sentent d'emblée seuls, mais Chance y voit une occasion de se détendre et d’être libre. Plus tard dans la semaine, Kate doit s'absenter deux jours pour amener les chevaux aux pâturages, laissant ainsi les animaux être pris en charge par son voisin Frank. Après le départ de leurs maîtres et de Kate, les animaux craignent d’avoir été abandonnés. Shadow, refusant de croire que son garçon le quitterait, décide de rentrer chez lui. Ne voulant rester seuls dans le ranch, Chance et Sassy décident malgré leurs doutes d’accompagner Shadow dans son voyage.
Lorsque Frank arrive, la moitié du message que lui avait écrit Kate et où elle lui rappelait qu'il devait nourrir les animaux en son absence est tombée par terre. En lisant juste la première moitié, il croit comprendre que Kate a emmené les trois animaux avec elle.
Après leur départ du ranch, Shadow, Chance et Sassy se dirigent vers la nature sauvage, rocheuse et montagneuse de la Sierra Nevada. Après une nuit passée dans la peur des bruits de la forêt, le groupe s’arrête pour prendre le petit déjeuner au bord d’une rivière. Cependant, deux oursons noirs interrompent Chance et un grand ours brun provoque la fuite du groupe. Plus tard, à proximité d'une autre rivière, Sassy refuse de traverser à la nage pour suivre les chiens et tente plutôt de traverser par un chemin en pierre et en bois plus en aval ; à mi-chemin, le bois se brise et elle tombe dans la rivière. Shadow tente de la sauver, mais elle est emportée dans une cascade et n'est pas retrouvée par les chiens. Rongés par la culpabilité, ces derniers décident de continuer sans elle. À leur insu, Sassy survit et est retrouvée plus tard sur une rive par un vieil homme nommé Quentin, qui la soigne et lui redonne des forces.
Après avoir été informés de la fuite de leurs animaux, les enfants sont tristes. Bob créé un avis de recherche avec une photo des animaux et le fait diffuser partout.
Au cours des deux jours suivants, Shadow et Chance tentent sans succès d’attraper de la nourriture. Ils sont ensuite confrontés à un lion de montagne, qui les poursuit jusqu’au bord d’une falaise. Shadow a l’idée d’utiliser des roches positionnées comme une balançoire pour piéger le puma. Alors que Shadow agit comme appât, Chance bondit sur l’extrémité du rocher et envoie l'animal sauvage au-dessus de la falaise, dans une rivière. Sassy entend alors les chiens aboyer pour célébrer leur victoire, ce qui lui permet de suivre leurs bruits pour les rejoindre.
Les animaux continuent leur chemin, mais Chance suit un porc-épic, qui se défend alors en lui envoyant de piquants dans son museau. Ensuite, les animaux rencontrent une petite fille nommée Molly, qui est perdue dans les bois. L’instinct de loyauté prend le dessus et ils montent la garde sur elle pendant toute la nuit. Le matin, Shadow entend un groupe composé de gardes forestiers et des parents de Molly qui est à la recherche de la jeune fille depuis des heures. Ils les conduit jusqu'à la petite. Deux gardes reconnaissent alors les animaux qu'ils ont vu sur l'avis de recherche, et les emmènent au refuge pour animaux, en attendant que la famille, ravie par la nouvelle, vienne les récupérer. Chance confond néanmoins l'endroit avec une fourrière animale et le trio panique. Alors que le personnel vétérinaire enlève les piquants du museau de Chance, Sassy s'enfuit puis revient libèrer Shadow. Ensemble, ils récupèrent Chance et s’échappent du refuge, ignorant que leurs propriétaires sont en route pour les récupérer.
Atteignant enfin leur ville, les animaux traversent une gare de triage, où Shadow tombe dans une fosse boueuse et se blesse à la jambe. Découragé, il dit à Chance et Sassy de continuer sans lui, et quand Chance lui dit qu'il ne peut pas abandonner, Shadow répond au jeune chien qu’il a appris tout ce dont il a besoin et qu'il doit maintenant apprendre à dire aurevoir. 
Le cœur brisé, Chance insiste sur le fait qu’il ne le laissera pas abandonner.
Dans la soirée, Chance et Sassy rentrent enfin chez eux et sont heureux de retrouver leurs propriétaires. Shadow n'apparait pas tout de suite, ce que fait croire à son maître Peter que le voyage était trop long pour lui, mais finalement, il revient en boîtant et rentre à la maison, se jetant sur Peter. Chance raconte comment c’est la foi de Shadow qui a permis qu'ils retrouvent leur chemin.
Le film se termine avec Chance réfléchissant à la façon dont il se sent vraiment « chez lui » désormais avec sa famille, avant de courir dans la maison lorsqu'il sent l’odeur de la nourriture.

## Personnages
- Shadow  : un vieux golden retriever sage appartenant à Peter.
- Chance  : un jeune bouledogue américain impatient et indiscipliné appartenant à Jamie.
- Sassy : une chatte himalayenne appartenant à Hope.
- Bob Seaver : le deuxième mari de Laura Burnford et le beau-père de Peter, d'Hope et de Jamie.
- Laura Burnford : la mère de Peter, d'Hope et de Jamie.
- Peter Burnford : le fils aîné de Laura et le propriétaire de Shadow.
- Hopie Burnford : la fille de Laura et la propriétaire de Sassy.
- Jamie Burnford : le fils cadet de Laura et le propriétaire de Chance.
- Kate : une fermière amie d'enfance de Laura. C'est à elle que la famille Burnford laisse leurs animaux pendant leur séjour à San Francisco.
- Frank : le voisin de Kate qui s'occupe des animaux pendant son absence.

## Fiche technique
Sauf indication contraire, les informations mentionnées dans cette section peuvent être confirmées par les bases de données cinématographiques IMDb et Allociné,  présentes dans la section « Liens externes ».
- Titre original : Homeward Bound: The Incredible Journey
- Titre français : L'Incroyable Voyage
- Titre québécois : Retour au bercail[1] ; Retour au bercail : L'Incroyable Randonnée (titre à la TV)
- Réalisation : Duwayne Dunham
- Scénario : Caroline Thompson et Linda Woolverton, d'après l'œuvre de Sheila Burnford
- Musique : Bruce Broughton
- Direction artistique : Dan Self
- Décors : Roger Cain
- Costumes : Karen Patch
- Photographe : Reed Smoot
- Son : David J. Hudson, Mel Metcalfe, Terry Porter
- Montage : Jonathan P. Shaw
- Production : Jeffrey Chernov et Franklin R. Levy
  - Direction de production : Richard H. Prince
  - Production déléguée : Donald W. Ernst et Kirk Wise
  - Coproduction : Mack Bing
- Sociétés de production : Touchwood Pacific Partners 1 et Walt Disney Pictures
- Sociétés de distribution : Buena Vista Pictures (États-Unis) ; Gaumont Buena Vista International (France)
- Budget : n/a[2]
- Pays de production :  États-Unis
- Langue originale : anglais
- Format : couleur (Technicolor) — 35 mm — 1,85:1 (Panavision) — son : Dolby (RCA Sound Recording)
- Genre : aventures, comédie dramatique
- Durée : 84 minutes
- Dates de sortie[3] :
  - États-Unis, Québec : 12 février 1993[1]
  - France : 13 octobre 1993
- Classification :
  - États-Unis : tous publics (G - General Audiences)
  - France : tous publics (conseillé à partir de 6 ans)[4],[5]
  - Belgique : tous publics (jeune public) (Alle Leeftijden)[6]
  - Québec : tous publics (G - General Rating)[1]

## Distribution

### Animaux
- Don Ameche (VF : Jean Reno ; VQ : Jean Brousseau) : Shadow (voix)
- Sally Field (VF : Valérie Lemercier ; VQ : Claudine Chatel) : Sassy (voix)
- Michael J. Fox (VF : Christian Clavier ; VQ : Olivier Visentin) : Chance (voix)
- Bart l'ours : l'ours

### Humains
- Robert Hays (VF : Éric Legrand ; VQ : Mario Desmarais) : Bob Seaver
- Kim Greist (VF : Danièle Douet) : Laura Burnford-Seaver
- Benj Thall (en) (VF : Alexis Tomassian) : Peter Burnford
- Veronica Lauren (VF : Chloé Berthier ; VQ : Élizabeth Lesieur) : Hope Burnford
- Kevin Chevalia (VF : Adeline Chetail ; VQ : Kim Jalabert) : Jamie Seaver
- Jean Smart (VF : Tania Torrens ; VQ : Marie-Andrée Corneille) : Kate
- Mariah Milner : Molly
- William Phipps : Quentin
- Nicholas Mastandrea : Hal
- Virginia Spray : Grace
- Gary Taylor (VQ : Pierre Chagnon) : Frank
- Jane Jones : la mère de Molly
- Don Alder : le père de Molly
- Mary Marsh : la mère de Laura
- Frank Roberts : Le père de Laura
- Janet Penner : La mère de Bob
- Dorothy Roberts (VQ : Dyne Mousseau) : Le professeur de Peter
- Ed Bernard (VQ : Patrick Peuvion) : Le sergent
- David McDonough : Foote
- Mark L. Taylor : Kirkwood
- Ted D'Arms (VQ : Yves Massicotte) : Le vétérinaire
- Nurmi Husa : Le traiteur

## Sorties cinéma
Source : Internet Movie Database
- États-Unis : 3 février 1993 (sortie limitée) ; 12 février 1993 (sortie nationale)
- Canada : 12 février 1993
- Argentine : 4 mars 1993
- Australie : 1er avril 1993
- Japon : 19 juin 1993
- Portugal : 23 juillet 1993
- Brésil : 30 juillet 1993
- Allemagne : 5 août 1993
- Danemark : 1er octobre 1993
- Pays-Bas : 7 octobre 1993
- France : 13 octobre 1993
- Royaume-Uni : 22 octobre 1993
- Irlande : 22 octobre 1993
- Suède : 22 octobre 1993
- Hongrie : 12 novembre 1993
- Russie : 18 novembre 1993
- Finlande : 18 février 1994
- Turquie : 20 janvier 1995

## Sorties vidéos
- En France, le film L'Incroyable Voyage est sorti en DVD le 30 septembre 1998[7] et ressorti en DVD le 21 mai 2003[8]. Le film est également sorti en VOD le 24 mars 2020 (sortie sur Disney+)[4].
- Au Mexique, le film est sortie directement en DVD le 12 décembre 2000[3].
- En Grèce, le film est également sortie directement en DVD le 3 mars 2001[3].

## Origine et production
Le film original (dont L'Incroyable Voyage en est le remake), L'Incroyable Randonnée (1963), tiré d'un livre de Sheila Burnford, n'a pas été un blockbuster mais a quand même joué d'un certain succès. La différence entre ce film et son remake est que, cette fois, les animaux parlent.
Le film a été tourné en Oregon aux États-Unis. Quatre forêts nationales ont été utilisées pour le tournage dont la Forêt nationale de Deschutes, Mont Hood National Forest, Wallowa–Whitman National Forest.

## Sortie et Accueil

### Accueil critique
Le film a été bien accueilli par les critiques. Sur le site Rotten Tomatoes, il obtient une note de 88 %  de critiques positives sur 24 avis. Roger Ebert du Chicago Sun-Times a déclaré : « Il a un certain savoir faire et un charme indéniable, si vous vous trouvez à le regardez avec un enfant, vous l'adorerez presque autant ». Janet Martin du New York Times a dit pour sa part : « Ce film est intelligent, même avec ses acteurs humains, la distribution avec les animaux du premier film joue un rôle important dans une famille américaine typique. »

### Box-office
Le film a été un succès commercial, remportant 41 833 324 $ aux États-Unis, par rapport à son budget de production estimé entre 5 et 15 millions $. En France, il totalise 796 752 entrées.

## Nomination
Source : Internet Movie Database
- MovieGuide Awards 1994 : meilleur film pour les familles

## Autour du film
- À la suite du succès de ce remake, une suite intitulée L'Incroyable Voyage II : À San Francisco est sortie en 1996. Un troisième opus, appelé L'Incroyable Voyage 3 : La Nouvelle Aventure devait voir le jour en 2005 mais le projet fut annulé.
- Don Ameche, la voix originale du chien Shadow, décède près de 10 mois après la sortie du film.
- L'association PETA a lancé une poursuite en justice contre les studios Disney pour avoir perdu, pendant le tournage, trois chats qui jouaient le rôle de Sassy.[réf. nécessaire]
- En France, Shadow, Sassy et Chance sont respectivement doublés par Jean Reno, Valérie Lemercier et Christian Clavier, qui avaient joué tous les trois dans le film Les Visiteurs, sorti quelques mois avant L'Incroyable Voyage.